# Alfred Krohn
Alfred Karl Wilhelm Krohn (* 2. Mai 1903 in Stettin; † nach 1934) war ein deutscher Steuermann im Rudern.

## Biografie
Alfred Krohn gewann zusammen mit Karl Golzo, Hans Nickel, Werner Kleine und Karl Hoffmann die Goldmedaille im Vierer mit Steuermann beim Deutschen Meisterschaftsrudern 1928. Mit der gleichen Besatzung trat das Boot des Berliner RC Sturmvogel bei den Olympischen Sommerspielen 1928 in Amsterdam an, wo es im Achtelfinale ausschied.